# Ökumenische Trauung nach Formular C
Die ökumenische Trauung nach Formular C ist eine Form der kirchlichen Eheschließung zwischen einem römisch-katholischen und einem evangelischen Ehepartner. Die Besonderheit besteht darin, dass der Gottesdienst von einem römisch-katholischen Geistlichen und einem evangelischen Geistlichen gemeinsam und nach einer gemeinsamen Ordnung geleitet wird. Die Trauung nach Formular C ist nur im Gebiet des ehemaligen Landes Baden möglich.

## Hintergrund
Das Codex Iuris Canonici der römisch-katholischen Kirche sieht, wenn wenigstens einer der Brautleute der katholischen Kirche angehört, als Formerfordernis vor, dass Eheschließung unter Assistenz eines Klerikers stattfinden muss, da sie sonst nicht gültig zustande kommt (siehe Eherecht der katholischen Kirche).
Ist einer der Brautleute nicht katholisch und wünscht die Beteiligung eines Geistlichen seiner Konfession, so ist die Trauung unter Assistenz beider Geistlicher möglich. Die Deutsche Bischofskonferenz und der Rat der Evangelischen Kirche in Deutschland erarbeiteten hierzu die liturgische Ordnung der Gemeinsamen Feier der kirchlichen Trauung, die 1995 überarbeitet wurde. Formular C sieht einen ökumenisch erarbeiteten Ritus vor, an dem beide Geistliche gleichberechtigt mitwirken. So bestimmt etwa Art. 4 Abs. 3 der kirchlichen Lebensordnung „Ehe und Trauung“ der Evangelischen Landeskirche in Baden:

„Gehört die Ehefrau oder der Ehemann der katholischen Kirche an, kann der Traugottesdienst entweder nach dem evangelischen oder nach dem katholischen Trauritus unter Beteiligung der zur Trauung Berechtigten beider Kirchen erfolgen bzw. als ökumenische Trauung nach Formular C.“

Die Ordnung wurde 1974 zwischen dem Erzbistum Freiburg einerseits und der Evangelischen Landeskirche in Baden, der Herrnhuter Brüdergemeine, der Evangelisch-methodistischen Kirche und der Altkatholischen Kirche andererseits vereinbart. Daher ist die Anwendung des Formulars C auf das Gebiet des Erzbistums Freiburg, also das ehemalige Land Baden, beschränkt.

## Ablauf
Das ökumenische Trauformular C legt den Ablauf der kirchlichen Trauung fest. Nach Eröffnungslied, Begrüßung und einem von vier vorgegebenen Gebetstexten folgt eine Schriftlesung (Gen 2,18 , Mt 19,4b–6  oder Kol 3,12–15a ). Die anschließende Traufrage kann an beide Ehegatten zugleich oder nacheinander gerichtet werden. Die notwendige Konsenserklärung wird vor dem katholischen Kleriker abgegeben. Darauf folgen Gebet und Segnung des Brautpaars. Nach dem Vaterunser wird die Traubibel übergeben, der Segen kann nach verschiedenen vorgegebenen Texten gesprochen werden. Die Trauung wird in den jeweiligen Kirchenbüchern eingetragen.